# Work from Home
 (août 2018).
 (août 2018).
Si vous disposez d'ouvrages ou d'articles de référence ou si vous connaissez des sites web de qualité traitant du thème abordé ici, merci de compléter l'article en donnant les références utiles à sa vérifiabilité et en les liant à la section « Notes et références ».
Singles de Fifth Harmony
I'm in Love with a Monster
(2015) All in My Head (Flex)
(2016)
Singles par Ty Dolla Sign
Wavy
(2016)
Work from Home est une chanson enregistrée par le girl group américain Fifth Harmony avec le chanteur Ty Dolla Sign. Elle a été publiée le 26 février 2016, en tant que premier single du deuxième album studio du groupe, 7/27 (2016). "Work from Home" a été écrite par Joshua Coleman, Jude Demorest, Tyrone Griffin, Jr. , William Grigahcine, Alexander Izquierdo et Brian Lee.
La chanson a fait ses débuts au numéro 12 dans le Billboard Hot 100 avec 88 000 téléchargements vendus et a atteint le numéro 4 dans sa treizième semaine, devenant leur meilleur single aux États-Unis, dépassant "Worth It", qui a culminé au numéro 12. "Work from Home" est également devenu le premier top-cinq du pays par un girlband en dix ans, à la suite du pic de « Buttons » des Pussycat Dolls, en septembre 2006, au numéro 3. Parmi les tableaux nationaux, la chanson dominait le Mainstream 40 et le Rhythmic Song,.En décembre 2016, le single a vendu 1,4 million de copies numériques aux États-Unis.
Sur le plan international, "Work from Home" a été dans les charts en Nouvelle-Zélande et aux Pays-Bas, alors qu'il se situait au top dix des charts dans vingt-deux autres pays. Il est devenu leur plus grand single en Australie, au Danemark, au Canada, en Allemagne et au Royaume-Uni. Depuis sa sortie, la chanson a reçu plusieurs certifications, dont le quadruple platine en Australie et au Canada, et le triple platine aux États-Unis et en Suède. "Work from Home" a remporté le prix de la meilleure collaboration aux MTV Video Music Awards 2016. Son clip a atteint un milliard de vues en octobre 2016 et est devenue le clip le plus visionné de 2016.

## Contexte

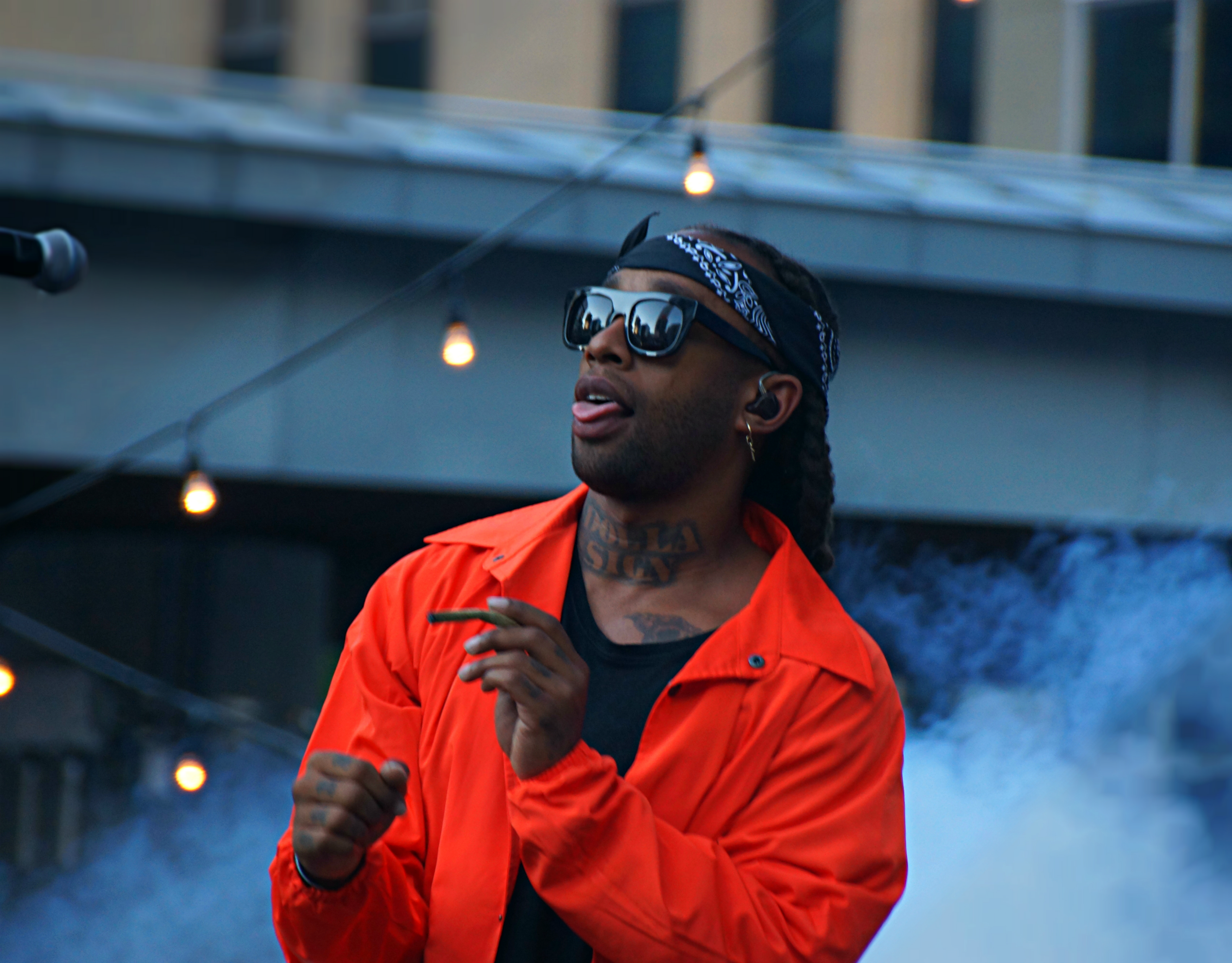
Work from Home contient un featuring de Ty Dolla Sign.

"Work from Home" a été initialement écrit par Ammo avec Jude Demorest, Alexander Izquierdo, Dallas Koehlke et Brian Lee. Ammo et Dallas K. ont également produit, exécuté tous les instruments et la programmation de la chanson. Les voix du groupe ont été produites par Victoria Monét, la chanson a été enregistrée par Andrew Boloki chez Windmark Recording Studios et The Northership, tous deux situés dans l'état de Californie. La chanson a été mixée par Phil Tan au Callanwolde Fine Arts Centre avec l'aide de Daniela Rivera.
La chanson a été donnée au groupe après que leur A&R Joey Aroudre, l'a joué lors d'une réunion pour discuter de la direction de leur deuxième album, les membres ont immédiatement approuvé la chanson. Lors d'une interview pour SPIN, la membre Camila a expliqué : « Nous l'avons entendu et nous sommes tombées amoureuse. Nous étions simplement obsédés parce que la chanson est décontracté et a une sorte de poche urbaine ». Je pense que c'est pourquoi nous l'avons tellement aimé, parce que cela s'est répété de différentes façons que tout ce que nous avions enregistré." En parlant de la collaboration avec Ty Dolla Sign, la membre Dinah Jane a déclaré : « Je suis tellement contente qu'il est accepté d'être avec nous sur cette chanson. » Il est définitivement l'un de mes artistes préférés. Surtout après sa chanson "Paranoid", j'étais comme « les gars, on doit avoir ce mec sur notre chanson », et il était parfaitement adapté à cette chanson. La façon dont il l'a monte et apporte une sensation différente à la chanson. Il a vraiment apporté quelque chose". Selon Cabello, « Il a ajouté un talent si incroyable à cela... de la façon dont il joue avec la mélodie et ses notes dissonantes. Il a écrit sa propre partie ». Le chanteur Ty Dolla Sign a discuté de sa contribution dans la chanson lors d'une interview avec Billboard, « J'ai fait la chanson parce que ma fille de 11 ans écoute beaucoup ce groupe, mais l'autre soir quand j'étais en tournée, il y avait toutes ces filles dans chambre d'hôtel. Habituellement, nous mettons du Future ou quelque chose d'autre plus cool, mais elles voulaient toutes écouter du Fifth Harmony. C'est la première fois que cela s'est passé ».

## Sortie
Fifth Harmony a annoncé le titre de la chanson le 24 février 2016. La chanson était à l'origine intitulée "Work" et devait être diffusée le 26 janvier 2016. Mais, il fallait re-intitulé "Work from Home" pour éviter toute confusion avec la chanson de Rihanna du même nom, qui a été diffusée un mois avant. La première de la chanson s'est faite le 26 février 2016 dans le Elvis Duran and the Morning Show, et elle a été lancée avec la pré-commande de l'album. Elle a été donnée à la radio aux États-Unis, le 1er mars 2016. Sur le choix du single, la membre Normani Kordei explique dans une interview à Entertainment Weekly: "Work from Home" a eu du sens après "Worth It" parce qu'ils ont des styles similaires, mais ils sont aussi très différents", dit-elle. Et tout simplement de façon créative, nous pensons que c'est une chanson vraiment sympa. Il est agréable, ce n'est pas trop. Le rythme se déroule simplement. Il y a quelque chose d'électrisant à son sujet. C'est sexy, mais c'est cool".

## Composition
"Work from Home" est une chanson midtempo avec des éléments de musique trap. Katherine St. Asaph de Pitchfork a noté des éléments d'Rnbass dans sa production, tandis que Meaghan Garvey de MTV a constaté des influences de tropical house dans ses beats. En discutant de la chanson musicalement, Chris Martins de Billboard l'a classé comme une "confection de pop-R&B qui siphonne dans une piscine EDM tropicale". Selon la partition publiée sur Musicnotes.com par Sony/ATV Music Publishing, "Work from Home" est écrit dans l'horloge du temps commun, avec un tempo modéré de 104-108 battements par minute. Elle est composée dans la clé Ab majeur, car la voix de l'abonné couvre les nœuds tonaux de G3 et F5. "Work from Home" suit une progression d'accords de Fm–D♭—A♭.
Selon J.C Pan de The Fader, "Work from Home" utilise le travail comme un euphémisme pour la séduction sexuelle, "déployant un double entendement lié au travail après l'autre". En revu de l'album 7/27, Peter Meister de Sputnikmusic décrivant la chanson, a écrit : "Dans le pétillant, sexy "Work from Home", le crooner d'R&B Ty Dolla Sign s'harmonise parfaitement avec les filles parmi les synthétiseurs raffinés qui explosent et le hochet avec des basses en plein essor et lourdes sur les exigences de leur amant pour ne pas aller au travail, mais au lieu de cela, met le "travail" à la maison avec elle. Son instrumentation est complète avec des clapets électro, une ligne de basse forte et un synthé à l'arrière. La chanson a une structure typique de vers-pré-chœur-chœur avec un pont de rap réalisé par Ty Dolla Sign avant le troisième chœur et l'outro. La chanson commence par des bouffées de battements et des doigts. Le premier verset est chanté par Cabello, le premier pré-chœur est chanté par Kordei. "I know you're on the night shift/but I can't stand these nights alone", elle chante. Après le chœur chanté par Jauregui, qui est extrêmement répétitif, avec le mot "work" répété sept fois après chaque ligne. Le deuxième verset est chanté par Hernandez qui chante : "Let's put it into motion/Imma give you a promotion/I'll make it feel like a vacay/Turn the bed into an ocean". Suivi par Hansen en chantant le deuxième pré-chœur. Ty Dolla Sign chante après le deuxième chœur, sur le troisième et dernier chœur Cabello ferme la chanson avec une outro libéré.

## Réception critique
Carolyn Menyes de Music Times lui a donné une critique positive, en notant la "sensation de refroidissement" et le "refrain qui refroidit l'élan de la chanson plutôt que de la pomper". Nicolas-Tyrell Scott de Wizard Radio a également donné une critique positive, en commentant la production de la chanson qui est "assez pour le rendre assez doux pour vouloir une autre écoute". Victor Carfi de Busterz a partagé des sentiments similaires, en soulignant le "refrain addictif" et "le rythme urbain qui nous laisser espérer ce qui est à venir". Plusieurs critiques ont noté que le style de la chanson est comparable au style musical du producteur de hip hop, DJ Mustard. Mile Wass d'Idolator, a écrit : "la piste est une bop élégante et sexy avec une production à la mode et un chœur insidieusement accrocheur". Isabella Biedenhan de Entertainment Weekly "infectieuse" et a déclaré : "avec des bavardages et des paroles ludiquement sexy pour convaincre votre partenaire à sauter la salle de conseil pour la chambre". Plusieurs publications pensaient que c'était un candidat fort pour la chanson de l'été.
Cependant, d'autres critiques n'étaient pas si positifs. Christopher Bohlsen de Renowned for Sound a donné une critique négative, en disant que si les mélodies vocales dans les vers étaient "satisfaisantes", le chœur "ne semple pas assez intéressant", l'appelant comme une "chanson pop standard".

## Liste des fin d'année
Plusieurs sites de critiques tels que Billboard, Rolling Stone, Entertainment Weekly et Time ont classé "Work from Home" dans le top dix de leurs meilleures chansons pop des listes de l'année. Slant et NPR ont classé la chanson au numéro onze sur sa liste des meilleurs singles de l'année alors que Stereogum a classé la chanson au quinzième sur sa liste de fin d'année avec l'éditeur louant l'influence de Ty Dolla Sign sur la chanson. Teen Vogue a classé la chanson au numéro douze, affirmant que c'était sans aucun doute l'une des chansons les plus chaudes de l'été. Le site d'informations agrégé, Inquisitr a classé la chanson au numéro 12 dans sa liste des 10 meilleurs singles.
Dans le sondage annuel de Village Voice's Pazz & Jop sur les meilleures critiques en musique en 2016, "Work from Home" était lié au numéro 36 avec six autres chansons. The Arizona Republic et The Fader ont classé la chanson au numéro 28 et 23 dans leurs listes de fin d'année, respectivement. Pretty Much Amazing a classé la chanson au numéro 53, tandis que Fact l'a classé au numéro 34. Elle a placé la chanson dans sa liste de fin d'année non classée.

## Performance graphique
Dans la semaine du 7 mars 2016, "Work from Home" a fait ses débuts au numéro 12 dans le Billboard Hot 100 avec 88 000 téléchargements vendus et 10 millions de flux américains dans sa première semaine, marquant les débuts les plus élevés du groupe et égalant son meilleur rang pour "Worth It", qui est passé au numéro 12 en août 2015. La chanson est aussi la deuxième entrée dans le Top 40 de Ty Dolla Sign dans le Billboard Hot 100. "Work from Home" est devenu la meilleure semaine de vente en début de sortie du groupe, dépassant "Boss", qui a fait ses débuts avec 75 000 téléchargements en juillet 2014. Dans sa treizième semaine dans les charts, la chanson a atteint le numéro quatre. Elle est devenue la première entrée dans le Top 10 des Fifth Harmony et le premier Top 10 d'un groupe de filles aux États-Unis depuis "When I Grow Up" des Pussycat Dolls qui avait atteint le numéro 9 en 2008. En outre, dans les charts datant du 21 mai 2016, "Work from Home" a été en tête des morceaux rythmiques, devenant ainsi le premier groupe de filles à atteindre cet objectif en 15 ans, depuis les Destiny's Child qui était en tête de liste en 2001 avec "Survivor". Dans les charts datant du 4 juin 2016, "Work from Home" était en tête du Billboard Mainstream Top 40, devenant ainsi le premier numéro 1 d'un groupe de filles depuis près de 10 ans depuis les Pussycat Dolls qui avait mené pendant deux semaines, en septembre 2006, avec "Buttons" avec Snoop Dogg. En septembre 2016, la chanson a été certifiée triple platine par le RIAA pour les ventes combinées et une diffusion de 3 milliards d'unités équivalentes. En décembre 2016, la chanson a vendu 1,4 million d'exemplaires aux États-Unis.
Au Canada, "Work from Home" a fait ses débuts au numéro 18 dans le Canadian Hot 100 après sa première semaine de sortie. Il a grimpé au numéro quatre dans sa onzième semaine, devenant leur premier top 10 dans le pays. Il est également devenu le single le plus élevé du groupe au Canada, dépassant son prédécesseur "Worth It", qui a atteint le numéro 12 en août 2015.
Au Royaume-Uni, "Work from Home" a fait ses débuts au numéro 23 dans le UK Singles Chart après sa première semaine de sortie. Il a grimpé au numéro deux, derrière "I Took a Pill in Ibiza" de Mike Posner lors de sa cinquième semaine, devenant le meilleur succès des Fifth Harmony et la plus haute chanson en Grande-Bretagne, dépassant son prédécesseur "Worth It", qui a atteint le numéro 3 dans le pays, en juillet 2015.
En Australie, "Work from Home" a fait ses débuts au numéro 39 dans le ARIA Charts après sa première semaine de sortie. Il a grimpé au troisième rang à sa quatrième semaine, en devenant leur deuxième meilleur top 10 et le premier top cinq dans le pays.
En Nouvelle-Zélande, "Work from Home" a fait ses débuts au numéro 21 dans le Official New Zealand Music Chart après sa première semaine de sortie. Il a grimpé au numéro deux à sa cinquième semaine, devenant le premier top cinq du groupe dans le pays. "Work from Home" est également devenu leur plus grand single en Nouvelle-Zélande, dépassant Miss Movin' On, qui avait atteint le numéro 27 en juillet 2013. Le 15 avril 2016, il est devenu leur premier numéro un dans le pays.
Aux Pays-Bas, "Work from Home" a fait ses débuts au numéro 29 dans le Dutch Top 40 après sa première semaine de sortie. Il a grimpé au numéro quatre à sa quatrième semaine, devenant leur premier top 10 dans le pays. Il est également devenu leur single le plus élevé aux Pays-Bas, dépassant son prédécesseur "Worth It" qui avait atteint le numéro 25 en août 2015. "Work from Home" a atteint le numéro un dans le Single Top 100 et le Dutch Top 40, devenant la première chanson du groupe sur les deux charts du pays.

## Clip
Le clip, dirigé par Director X, a été publié le 26 février 2016. Le clip se compose du groupe dans un chantier de construction entouré d'hommes sans chemise et portant des tenues inspirées d'équipements de construction (parmi lesquels les mannequins Sam Asghari, James Ellis, et Xavier Gutierrez). Les membres font des chorégraphies pendant les chœurs et différentes activités de construction au cours de leurs solos individuels. Dans l'interview pour PopCrush, la membre Dinah a raconté à propos de travailler avec Director X et le concept de la vidéo:
« Nous sommes tombées amoureuses de la façon dont il l'a présenté... C'était vraiment amusant d'être vêtu avec autre chose au lieu de tenues glamour et tout », a-t-elle déclaré. « Nous sommes sorties avec des pantalons et shorts sales. En se mettant au travail. »
Le clip a valu au groupe sa troisième certification Vevo, atteignant plus de 100 millions de vues le 31 mars 2016. Il est devenu le clip le plus visionné de 2016 et le 22e clip le plus regardé du site. En mai 2017, le clip a dépassé 1,5 milliard de vues. Il a remporté la Meilleure Collaboration au MTV Video Music Awards 2016 et a également remporté "Chanson de l'année" au Nickelodeon Kids Choice Awards, le 11 mars 2017.

### Synopsis
La vidéo commence par un homme musclé portant un paquet de ciment à moitié rempli. Quand l'homme marche, Camila chante en reposant son bras sur une pelle. Plusieurs travailleurs sont montrés en train de travailler sur le domaine. Alors que Camila se dirige vers un tracteur, le verset passe à Normani, qui est debout sur un chargeur de pelle à tracteur. Normani danse près du tracteur, s'approchant d'un travailleur masculin qui se trouve près du siège conducteur du véhicule.
Toutes les filles sont maintenant en face de la maison de construction, toutes exécutant une chorégraphie en synchronisation. Certaines des mouvements de danse incluent l'imitation du visuel d'un marteau-piqueur et l'utilisation d'un foreur. Ally est vu à l'intérieur de la maison avec un marteau, alors qu'elle s'approche d'un ouvrir de construction masculin, en le retournant et en agrippant délicatement sa chemise et en flirtant avec lui. Dans la scène suivante, Dinah est debout à côté d'un mur; et se dirige vers un autre travailleur masculin, ouvrant une carte de plan et en utilisant un ruban à mesurer. La scène passe alors à Lauren, qui manipule un chalumeau.
Toutes les filles sont alors vues exécutant une chorégraphie à l'intérieur du hall de la maison, avec Lauren au milieu et deux filles de chaque côté de l'escalier. Ty Dolla Sign apparait en chantant avec un marteau sur son épaule. Il est vu pour la première fois avec les filles, appuyé sur un mur, tandis que les filles dansent. Les filles sont maintenant dehors, devant la maison, ou la nuit est tombée, et chaque fille effectue des mouvements de danse synchronisés.

### Réception
Dans un article publié par Idolator, Robbie Daw a loué la vidéo pour inverser le rôle condescendant que les hommes ont et notent la direction de la vidéo inspirée de Madonna, disant que le groupe "semble maintenant maîtriser complètement leur sexualité collective et l'exercer comme elles le veulent plutôt que de compter sur cela uniquement pour vendre des disques". Carl Whilliott a fait l'éloge du groupe pour avoir établi la vidéo comme "elle-même", commentant comment ce style de vidéo convient généralement à Ty Dolla Sign. Il critique cependant la chanson pour ne pas recevoir autant de critiques que la chanson de Rihanna, "Work".
Rebecca H. Dolan du site The Crimson, a noté que le clip "rapproche les femmes à l'avant-garde du lieu de travail". Et a déclaré que la chanson appelait quelque chose décrit comme "néo-féminisme", elle a écrit : "nous voyons Fifth Harmony soulignant ces concepts du féminisme de la neuvième vague, des sphères de genre, des stéréotypes sexuels etc". La scène entière se déroule sur un chantier de construction - ardemment chaud des regards de celle-ci! - plein d'hommes dans des casques avec des muscles bombés. Les filles des Fifth Harmony apparaissent également sur le plateau. Sous leurs tresses étonnamment ébouriffées, elles portent des léotards de construction chics qui sont appropriés pour le travail manuel, comme, une bonne, femme".

## Performances en direct
Le groupe a joué la chanson pour la première fois à la télévision le 29 février 2016, lors d'un épisode spécial après les Oscars sur le Live! avec Kelly et Michael. Recréant l'ensemble du clip, elles ont interprété la chanson dans le Jimmy Kimmel Live! le 24 mars 2016. Elles ont également joué sur le Alan Carr: Chatty Man le 7 avril 2016. Le groupe a effectué la chanson sur le Ellen Degeneres Show le 10 mai, et au Billboard Music Awards 2016, le 22 mai; aux côtés de Ty Dolla Sign. Fifth Harmony a joué la chanson une fois encore lors des iHeart Much Music Video Awards, le 19 juin.

## Prix et nominations
| Année | Cérémonie                           | Prix                                                   | Résultat   |
| 2016  | American Music Awards               | Collaboration de l'année                               | Gagné      |
| 2016  | MTV Video Music Awards              | Meilleur collaboration                                 | Gagné      |
| ----- | ----------------------------------- | ------------------------------------------------------ | ---------- |
| 2016  | MTV Video Music Awards Japon        | Meilleure vidéo de groupe international                | Gagné      |
| 2016  | MTV Video Music Awards Japon        | Meilleure vidéo pop                                    | Nomination |
| 2016  | MTV Video Music Awards Japon        | Meilleure chorégraphie                                 | Nomination |
| 2016  | iHeartRadio Much Music Video Awards | Artiste ou groupe international le plus buzzworthy     | Gagné      |
| 2016  | Premios Juventud                    | Hit favoris                                            | Nomination |
| 2016  | Teen Choice Awards                  | Chanson de l'été                                       | Gagné      |
| 2016  | Teen Choice Awards                  | Groupe                                                 | Nomination |
| 2017  | Japan Gold Disc Awards              | Chanson de l'année par téléchargements (international) | Gagné      |
| 2017  | iHeartRadio Music Awards            | Meilleure vidéo musicale                               | Gagné      |
| 2017  | Kids Choice Awards                  | Meilleur chanson                                       | Gagné      |

## Formats et suivi des listes
- Téléchargement numérique[28]

1. "Work from Home" (avec Ty Dolla $ign) - 3:37
2. "Work from Home" (version non-rap) - 3:18
3. "Work from Home" (instrumental) - 3:37

- CD single[29]

"Work from Home" (avec Ty Dolla $ign) - 3:37

## Crédits et personnel
Crédits adaptés à partir des notes de ligne de l'album 7/27.

### Enregistrement
- Enregistré chez The Council (Los Angeles) et Windmark Recording (Santa Monica, Californie)
- Mixé au centre Callanwolde Fine Arts (Atlanta, Géorgie)
- Maitrisé à The Mastering Place (New York)

### Gestion
- Publié par Each Note Counts / Prescription Songs (ASCAP), Jude Demorest Designateur de publication (BMI), It's Drugs Publishing / Sony ATV (BMI), BMG Gold Songs / AIX Publishing (ASCAP)
- Tous droits réservés par BMG Rights Management LLC, Dallas K Music / Freescription Songs (ASCAP) et Warner Chappell (BMI)
- La participation de Ty Dolla $ign est une gracieuseté d'Atlantic Recording Corporation

### Personnel
- Joshua Coleman - écrivain, production
- Jude Demorest - écrivain, voix
- Alexander Izquierdo - écrivain
- Brian Lee - écrivain
- Tyrone Griffin, Jr. - écrivain, voix
- Dallas Koehlke - écrivain, production
- Ally Brooke Hernandez - voix
- Normani Kordei Hamilton - voix
- Lauren Jauregui - voix
- Dinah Jane Hansen - voix
- Camila Cabello - voix
- Victoria Monét - production vocale
- Andrew Bolooki - production vocale, ingénieur
- Dexter Randall - production vocale, ingénieur
- Gabriella Endacott - production
- Phil Tan - mixage
- Daniela Rivera - assistante du mixage

## Classements
| Classement (2016)                       | Meilleure position |
| --------------------------------------- | ------------------ |
| Allemagne (Media Control AG)            | 7                  |
| Australie (ARIA)                        | 3                  |
| Autriche (Ö3 Austria Top 40)            | 17                 |
| Belgique (Flandre Ultratop 50 Singles)  | 10                 |
| Belgique (Flandre Ultratop R&B/Hip-Hop) | 3                  |
| Belgique (Wallonie Ultratop 50 Singles) | 16                 |
| Canada (Hot 100)                        | 7                  |
| Danemark (Tracklisten)                  | 9                  |
| Écosse (OCC)                            | 3                  |
| Espagne (PROMUSICAE)                    | 5                  |
| États-Unis (Hot 100)                    | 4                  |
| États-Unis (Adult Pop Songs)            | 36                 |
| États-Unis (Pop Airplay)                | 1                  |
| Finlande (Suomen virallinen lista)      | 11                 |
| France (SNEP)                           | 10                 |
| Hongrie (Single Top 40)                 | 34                 |
| Irlande (IRMA)                          | 3                  |
| Israël (Media Forest)                   | 7                  |
| Italie (FIMI)                           | 29                 |
| Japon (Hot 100)                         | 84                 |
| Nouvelle-Zélande (RMNZ)                 | 1                  |
| Norvège (VG-lista)                      | 6                  |
| Pays-Bas (Nederlandse Top 40)           | 2                  |
| Pays-Bas (Single Top 100)               | 1                  |
| Slovaquie (IFPI Rádio)                  | 57                 |
| Suède (Sverigetopplistan)               | 8                  |
| Suisse (Schweizer Hitparade)            | 9                  |
| Tchéquie (IFPI Rádio)                   | 56                 |
| Tchéquie (IFPI Singles Digitál)         | 9                  |
| Royaume-Uni (UK R&B Chart)              | 1                  |
| Royaume-Uni (UK Singles Chart)          | 2                  |

## Certifications
| Région                                                                                                 | Certification | Ventes/Streams |
| --- | ------------- | -------------- |
| Australie (ARIA)                                                                                       | 6 × Platine   | 420 000*       |
| Autriche (IFPI)                                                                                        | Or            | 15 000*        |
| Portugal (AFP)                                                                                         | Or            | 10 000*        |
| Belgique (BEA)                                                                                         | 2 × Platine   | 60 000*        |
| Canada (Music Canada)                                                                                  | 4 × Platine   | 320 000*       |
| Danemark (IFPI)                                                                                        | Platine       | 60 000*        |
| France (SNEP)                                                                                          | Diamant       | 250 000*       |
| Allemagne (BVMI)                                                                                       | Platine       | 400 000*       |
| Italie (FIMI)                                                                                          | 2 × Platine   | 100 000*       |
| Nouvelle-Zélande (RMNZ)                                                                                | 2 × Platine   | 30 000*        |
| Pologne (ZPAV)                                                                                         | 2 × Platine   | 40 000*        |
| Espagne (PROMUSICAE)                                                                                   | 2 × Platine   | 80 000*        |
| Suède (GLF)                                                                                            | 4 × Platine   | 260 000*       |
| Royaume-Uni (BPI)                                                                                      | Platine       | 1 000 000*     |
| États-Unis (RIAA)                                                                                      | 5 × Platine   | 5 000 000*     |
| *Ventes selon la certification ^Mise en rayon selon la certification xNon précisé par la certification |               |                |